# 江陵高等学校
江陵高等学校（こうりょうこうとうがっこう、英: Kohryo High School）は、かつて北海道中川郡幕別町字依田101-1にあった私立高等学校。全日制で、普通科および福祉科を設置していた。

## 教育目標
- 人格の完成をめざし、平和な社会の形成者として真理を求め知能を磨き、自主的精神に充ちた心身ともに健康で豊かな個性を創りあげるため、協力して学ぶことを目的とする。

## 沿革
- 1946年（昭和21年） - 池田服装裁断学院として池田町に開校[1]。
- 1949年（昭和24年） - 池田服装学院と改称。
- 1952年（昭和27年） - 財団法人池田服装学園と改称。
- 1956年（昭和31年） - 池田女子高等学校と改称。
- 1964年（昭和39年） - 池田西高等学校と改称、男女共学となる[1]。
- 1985年（昭和60年） - 江陵高等学校と改称、幕別町へ移転[1]。
- 2004年（平成16年） - 福祉コース設置。
- 2009年（平成21年） - 福祉科を設置。
- 2019年（平成31年/令和元年）4月1日 - 北海道幕別高等学校との統合に伴い、生徒募集停止。同じ所在地に統合校の北海道幕別清陵高等学校が開校。
- 2021年3月31日 - 閉校[1]。

## 著名な出身者
- 木島隆一（声優）
- 古谷優人（元プロ野球選手、福岡ソフトバンクホークス）